# Ligne Karatsu
La ligne Karatsu (唐津線, Karatsu-sen) est une ligne ferroviaire située dans la préfecture de Saga au Japon. Elle relie la gare de Kubota à Saga à la gare de Nishi-Karatsu à Karatsu. La ligne est exploitée par la compagnie JR Kyushu.

## Histoire
La ligne a été ouverte par étapes entre 1898 et 1903.

## Caractéristiques

### Ligne
- Longueur : 42,6 km
- Ecartement : 1 067 mm
- Alimentation : 1 500 V cc par caténaire entre Nishi-Karatsu et Karatsu
- Nombre de voies : Voie unique

### Services et interconnexions
A Kubota, les trains continuent sur la ligne principale Nagasaki jusqu'à Saga. Les trains de la ligne Chikuhi empruntent la ligne Karatsu entre Yamamoto, Kuratsu et Nishi-Kuratsu.

### Gares
| Gare          | Nom japonais | Distance (km) | Correspondances                       | Localisation |
| ------------- | ------------ | ------------- | ------------------------------------- | ------------ |
| Kubota        | 久保田       | 0             | JR Kyushu : Nagasaki (interconnexion) | Saga         |
| Ogi           | 小城         | 5,1           |                                       | Ogi          |
| Higashi-Taku  | 東多久       | 10,6          |                                       | Taku         |
| Naka-Taku     | 中多久       | 13,6          |                                       | Taku         |
| Taku          | 多久         | 15,2          |                                       | Taku         |
| Kyūragi       | 厳木         | 20,8          |                                       | Karatsu      |
| Iwaya         | 岩屋         | 23,3          |                                       | Karatsu      |
| Ōchi          | 相知         | 26,0          |                                       | Karatsu      |
| Honmutabe     | 本牟田部     | 30,1          |                                       | Karatsu      |
| Yamamoto      | 山本         | 32,9          | JR Kyushu : Chikuhi (interconnexion)  | Karatsu      |
| Onizuka       | 鬼塚         | 36,6          |                                       | Karatsu      |
| Karatsu       | 唐津         | 42,6          | JR Kyushu : Chikuhi (interconnexion)  | Karatsu      |
| Nishi-Karatsu | 西唐津       | 42,5          |                                       | Karatsu      |